# Dennstaedtia
Dennstaedtia es un género tropical de helechos con unas 59 especies (algunos autores lo amplían a 80 especies).  
Su miembro más conocido es probablemente, en las regiones templadas de Norteamérica helecho Dennstaedtia punctilobula (en la foto en la taxobox ), que forma extensas  colonias en superficies planas en la zona de los Apalaches.

## Especies deDennstaedtia
| - Dennstaedtia ampla (Bak.) Bedd. - Dennstaedtia anthriscifolia (Bory) Moore - Dennstaedtia antillensis (Jenm.) C.Chr. - Dennstaedtia appendiculata (Wall. ex Hook.) J.Sm. - Dennstaedtia arborescens (Willd.) E.Ekman ex Maxon - Dennstaedtia bipinnata (Cav.) Maxon - Dennstaedtia canaliculata Alderw. - Dennstaedtia cicutaria (Sw.) T.Moore - Dennstaedtia coronata (Sod.) C.Chr. - Dennstaedtia cuneata (J.Sm.) Moore - Dennstaedtia d'orbignyana Kuhn - Dennstaedtia davallioides (R.Br.) Moore - Dennstaedtia delicata (F.v.Muell.) Alston - Dennstaedtia dennstaedtioides Copel. - Dennstaedtia deparioides Rosenst. - Dennstaedtia dissecta (Sw.) Moore - Dennstaedtia distenta (Kunze) T.Moore - Dennstaedtia elmeri Copel. - Dennstaedtia flaccida (Forst.) Bernh. - Dennstaedtia fluminensis (Fée) C.Chr. - Dennstaedtia fusca Copel. - Dennstaedtia glabrata (Ces.) C.Chr. - Dennstaedtia glauca (Cav.) C.Chr. - Dennstaedtia globulifera (Poir.) Hier. - Dennstaedtia hirsuta (Sw.) Mett. ex Miq. - Dennstaedtia hooveri Christ - Dennstaedtia incisa (Fée) Kuhn - Dennstaedtia inermis (Baker) Brownlie - Dennstaedtia kalbreyeri Maxon - Dennstaedtia leptophylla Hayata | - Dennstaedtia lindsayiformis (Fée) C.Chr. - Dennstaedtia macgregori Copel. - Dennstaedtia madagascariensis (Kunze) Tardieu - Dennstaedtia magnifica Copel. - Dennstaedtia melanostipos Ching - Dennstaedtia merrillii Copel. - Dennstaedtia munchii Christ - Dennstaedtia novoguineensis (Rosenst.) Alston - Dennstaedtia obtusifolia (Willd.) T.Moore - Dennstaedtia parksii Copeland ex Morton - Dennstaedtia penicillifera Alderw. - Dennstaedtia philippinensis Copel. - Dennstaedtia producta Mett. - Dennstaedtia punctilobula (Michx.) Moore - Dennstaedtia remota (Christ) Diels - Dennstaedtia resinifera (BI.) Mett. ex Kuhn - Dennstaedtia rufidula C. Chr. - Dennstaedtia samoensis (Brackenr.) Moore - Dennstaedtia scabra (Wall. ex Hook.) Moore - Dennstaedtia shawii Copel. - Dennstaedtia smithii (Hook.) Moore - Dennstaedtia spinosa Mickel - Dennstaedtia sprucei Moore - Dennstaedtia sumatrana Alderw. - Dennstaedtia terminalis Alderw. - Dennstaedtia tripinnatifida Copel. - Dennstaedtia vagans (Bak.) Diels - Dennstaedtia wercklei (H. Christ) R.M.Tryon - Dennstaedtia williamsii Copel. |